# Conor Leslie
Conor Leslie est une actrice américaine née le 10 avril 1991.
Elle se fait connaître par le rôle de Natasha Godfrey dans la série télévisée Other Space (en), Trudy Walker dans The Man in the High Castle et Donna Troy / Wonder Girl dans Titans.

## Biographie
Née à Livingston dans le New Jersey aux États-Unis.
Elle commence à jouer dans des publicités à l'âge de 15 ans. Elle développe, parallèlement, un intérêt pour la photographie. 
Elle a fréquenté la Millburn High School (en) et y obtient son diplôme en 2008.
Après avoir quitté le lycée, elle déménage à New York. 

### Carrière
Leslie fait une apparition dans le téléfilm M.O.N.Y. réalisé par Spike Lee en 2007. Par la suite, elle apparaît dans divers séries télévisées dont New York, police judiciaire, 90210 Beverly Hills : Nouvelle Génération, Super Hero Family, Rizzoli and Isles ainsi que dans des films indépendants,.
C'est sa participation à un épisode de New York, section criminelle qui lui permet de rejoindre le casting du film Chained, en 2012. Un film d'horreur réalisé par Jennifer Chambers Lynch, porté par la prestation de Vincent D'Onofrio. Entre-temps, elle joue aussi à deux reprises aux côtés de Jesse McCartney dans Beware the Gonzo (2010) et Campus Code (2015),. Elle apparaît dans trois épisodes de Revenge. 
Elle est une victime d'abus sexuel dans un épisode d'Elementary et dans Gone mais aussi une sociopathe dans Hawaii 5-0.
En 2014, elle obtient le rôle de Natasha dans la comédie de science-fiction Other Space (en). La même année, elle partage l'écran avec Rosario Dawson, Josh Harnett et Frank Langella dans le film indépendant Parts per Billion (en). Et elle joue son premier rôle régulier dans Klondike. Une mini-série qui suit deux jeunes aventuriers décidés à faire fortune dans le Yukon au temps de la ruée vers l'or à la fin des années 1890.
Elle participe ensuite aux séries télévisées Shots Fired , dans laquelle elle occupe l'un des premiers rôles aux côtés de Sanaa Lathan et Helen Hunt et Graves.
Entre 2015 et 2018, elle apparaît de manière récurrente dans la série Le Maître du Haut Château,. Il s'agit de l'adaptation du roman Le Maître du Haut Château de Philip K. Dick (1962). La série est produite par Ridley Scott, le réalisateur de Blade Runner en 1982, également adapté du roman de Dick Les androïdes rêvent-ils de moutons électriques ? (1966).
En 2018, elle décroche le rôle de Donna Troy / Wonder Girl dans la série Titans pour la plateforme DC Universe,. D'abord récurrente, elle est ensuite promue membre de la distribution principale à la suite de retour critique positif sur son personnage,.

## Filmographie

### Cinéma

#### Court métrage
- 2017 : Down de Dylan Leslie : Amber

#### Longs métrages
- 2010 : Beware the Gonzo de Bryan Goluboff : Amy
- 2012 : Chained de Jennifer Lynch : Angie
- 2014 : Parts per Billion (en) de Brian Horiuchi : Des
- 2015 : Dirty Beautiful de Tim Bartell : Nicole
- 2015 : Campus Code de Cathy Scorsese et Kenneth M. Waddell : Des
- 2021 : Dark Web: Cicada 3301 d'Alan Ritchson : Gwen

### Télévision

#### Séries télévisées
- 2009 : The Unusuals : Karen Delmonte (saison 1, épisode 6)
- 2010 : New York, police judiciaire : Eliza (saison 20, épisode 23)
- 2010 : New York, section criminelle : Mia Caruso (saison 9, épisode 9)
- 2010 : 90210 Beverly Hills : Nouvelle Génération : Parker (saison 3, épisode 5)
- 2011 : Super Hero Family : Chloé Cotten (saison 1, épisode 11)
- 2013 : Rizzoli and Isles : Mme Barlow (saison 4, épisode 11)
- 2013 - 2014 : Revenge : Bianca (3 épisodes)
- 2014 : Klondike : Sabine (mini-série, 6 épisodes)
- 2014 : Hawaii 5-0 : Kelly Donovon (saison 4, épisode 17)
- 2014 : Gold Rush: The Dirt : elle-même (saison 2, épisode 10)
- 2015 : Other Space (en) : Natasha Godfrey (8 épisodes)
- 2015 : The Blacklist : Gwen Hollander (2 épisodes)
- 2015 : Major Crimes : Mary Lowe (saison 4, épisode 12)
- 2015-2018 : The Man in the High Castle : Trudy Walker (5 épisodes)
- 2016 : Elementary : Molly Parsons (saison 5, épisode 5)
- 2016- 2017 : Graves : Tasha (4 épisodes)
- 2017 : Shots Fired : Sarah Ellis (10 épisodes)
- 2017 : Gone : Holly Greco (saison 1, épisode 2)
- 2018-2021 : Titans : Donna Troy / Wonder Girl

#### Téléfilms
- 2007 : M.O.N.Y. de Spike Lee : Anabelle Capanelli
- 2012 : Widow Detective de Davis Guggenheim : Amanda Jaworski
- 2018 : Shrimp de Zelda Williams: Sasha

## Distinctions
Sauf indication contraire ou complémentaire, les informations mentionnées dans cette section proviennent de la base de données IMDb.

### Récompenses
- Depth of Field International Film Festival Competition 2016 : meilleure distribution pour Dirty Beautiful

## Doublage
En France
- Anne-Charlotte Piau
  - Graves
  - Titans
- Maïa Liaudois
  - Elementary
- Barbara Beretta
  - Shots Fired